# 大顎類
大顎類（だいがくるい、Mandibulata）は、節足動物のうち六脚類・甲殻類・多足類をまとめた分類群である。口器として大顎を持つことを特徴とする。鋏角類（クモガタ類・カブトガニ類など）と姉妹群をなし、現生節足動物を大別する2つの単系統群になる。

## 特徴

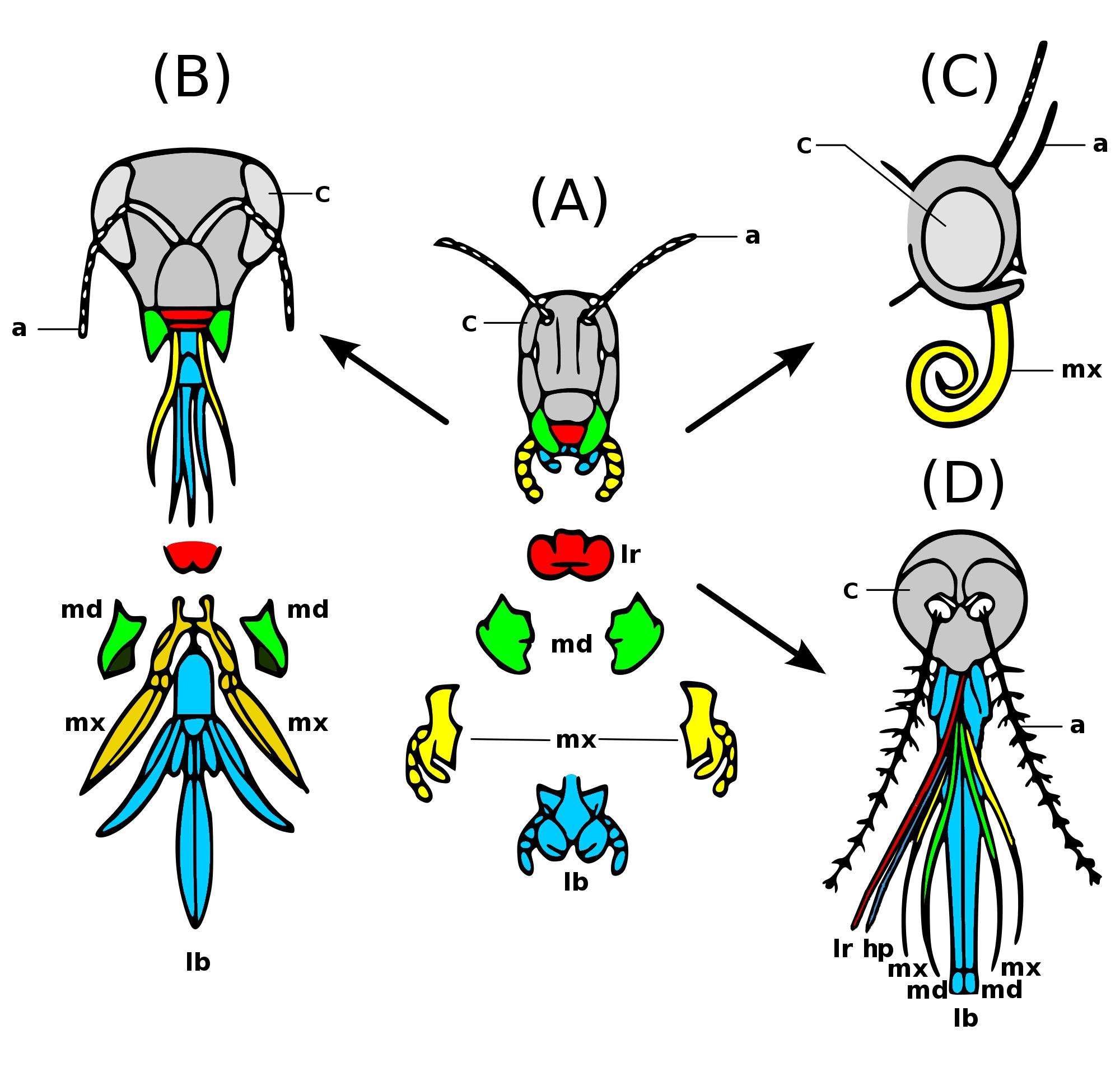
昆虫の上唇（lr）、触角（a）、大顎（緑、md）、小顎（黄、mx）と下唇（青、lb）

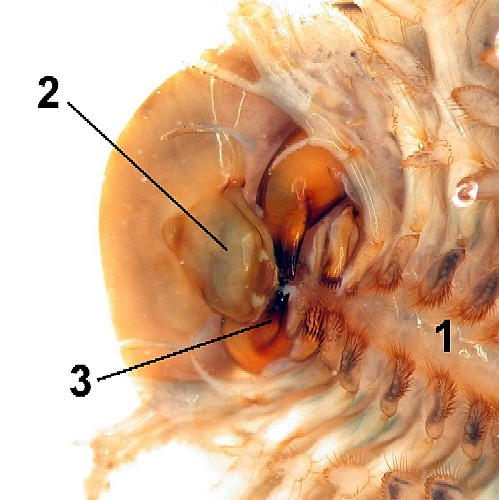
カブトエビの上唇（2）と大顎（3）
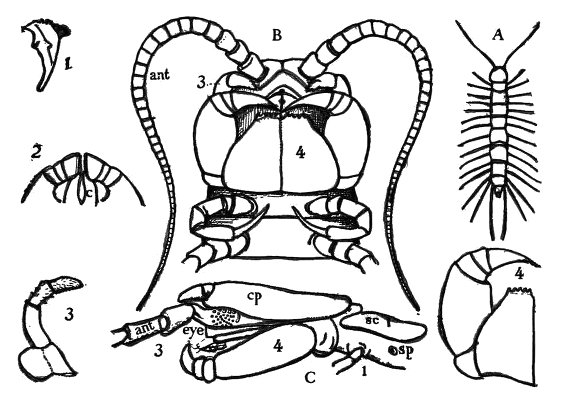
イシムカデの触角（ant）、大顎（1）と小顎（2、3）

大顎類に属する節足動物は、名に表れるように口器として1対の大顎（mandible）という付属肢（関節肢）をもつことが最大の共有派生形質である。同時に大顎直後2対の付属肢も、小顎（maxilla）もしくは下唇（labium）として口器に加わる。また、大顎と口の前には触角を1対（多足類・六脚類）もしくは2対（甲殻類）をもつ。大顎類のこれらの付属肢をもつ体節は眼をもつ先節と共に1つの合体節にまとまり、頭部を構成する。
大顎類はこれらの特徴で、触角を欠き、口器として鋏角のみを持ち、直後の歩脚をもつ体節と共に前体をなす鋏角類とはっきりとした違いを見せている。両者の体節および付属肢の対応関係は次の通り。
| 分類群/体節 | 先節 | 1       | 2                | 3    | 4       | 5            | 6  |
| ----------- | ---- | ------- | ---------------- | ---- | ------- | ------------ | -- |
| 大顎類      | 上唇 | 第1触角 | 第2触角/（退化） | 大顎 | 第1小顎 | 第2小顎/下唇 | 脚 |
| 鋏角類      | 上唇 | 鋏角    | 触肢             | 脚   | 脚      | 脚           | 脚 |

## 分類
| 多足亜門             | ムカデ、ヤスデなど |
|                      | ムカデ、ヤスデなど |
| 汎甲殻類             | \| 甲殻亜門（側系統群） \| カニ、エビ、フジツボ、ミジンコなど \| \| \| カニ、エビ、フジツボ、ミジンコなど \| \| 六脚亜門 \| 内顎類、昆虫 \| \| \| 内顎類、昆虫 \| |
|                      | \| 甲殻亜門（側系統群） \| カニ、エビ、フジツボ、ミジンコなど \| \| \| カニ、エビ、フジツボ、ミジンコなど \| \| 六脚亜門 \| 内顎類、昆虫 \| \| \| 内顎類、昆虫 \| |
| 甲殻亜門（側系統群） | カニ、エビ、フジツボ、ミジンコなど |
|                      | カニ、エビ、フジツボ、ミジンコなど |
| 六脚亜門             | 内顎類、昆虫 |
|                      | 内顎類、昆虫 |

| 甲殻亜門（側系統群） | カニ、エビ、フジツボ、ミジンコなど |
|                      | カニ、エビ、フジツボ、ミジンコなど |
| 六脚亜門             | 内顎類、昆虫                       |
|                      | 内顎類、昆虫                       |

| 多足亜門             | ムカデ、ヤスデなど |
|                      | ムカデ、ヤスデなど |
| 汎甲殻類             | \| 甲殻亜門（側系統群） \| カニ、エビ、フジツボ、ミジンコなど \| \| \| カニ、エビ、フジツボ、ミジンコなど \| \| 六脚亜門 \| 内顎類、昆虫 \| \| \| 内顎類、昆虫 \| |
|                      | \| 甲殻亜門（側系統群） \| カニ、エビ、フジツボ、ミジンコなど \| \| \| カニ、エビ、フジツボ、ミジンコなど \| \| 六脚亜門 \| 内顎類、昆虫 \| \| \| 内顎類、昆虫 \| |
| 甲殻亜門（側系統群） | カニ、エビ、フジツボ、ミジンコなど |
|                      | カニ、エビ、フジツボ、ミジンコなど |
| 六脚亜門             | 内顎類、昆虫 |
|                      | 内顎類、昆虫 |

| 甲殻亜門（側系統群） | カニ、エビ、フジツボ、ミジンコなど |
|                      | カニ、エビ、フジツボ、ミジンコなど |
| 六脚亜門             | 内顎類、昆虫                       |
|                      | 内顎類、昆虫                       |

節足動物（節足動物門）の中で、大顎類は古典的には亜門階級（大顎亜門）の分類群であり、そのうち内顎類は昆虫綱に含まれ、甲殻類は綱階級（甲殻綱）であった。しかし21世紀以降の分類体系では、六脚類（内顎綱+昆虫綱）・甲殻類・多足類が独立の亜門とされるにつれて、大顎類は階級なしの分類群になる。
大顎類と対立する系統仮説は、一部の発生学と分子系統解析に示され、多足類を汎甲殻類より鋏角類に近縁とする多足鋏角類（Myriochelata、または矛盾足類 Paradoxopoda）がある。ただし2010年代以降では、大顎類説の方が形態と分子系統解析の両方に強く支持される。
大顎類の内部系統について、古典的には六脚類と多足類をまとめる無角類（Atelocerata、または気門類 Tracheata、狭義の単肢類 Uniramia sensu stricto）説が主流であった。しかし21世紀以降では、むしろ六脚類は側系統群の甲殻類から派生し、両者をまとめた汎甲殻類（Pancrustacea、または八分錘類 Tetraconata）説の方が神経解剖学と分子系統解析の両方に広く認められる。
絶滅群まで範囲を広げれば、ユーシカルシノイド類（Euthycarcinoidea）は多足類に近縁の可能性をもつ大顎類で、かつて基盤的な真節足動物と考えられたHymenocarina類も、2010年代後期以降では大顎類として認められつつある。前述の群ほど確定的ではないが、基盤的な真節足動物として知られるフーシェンフイア類（Fuxianhuiida）を大顎類とする異説もある。三葉虫と光楯類などを含んだArtiopoda類は、古典的には鋏角類に近縁（Arachnomorphaを成す）とされていたが、大顎類に近縁とする（Antennulataを成す）説もある。